# Polderbosmoorden
De Polderbosmoorden werden gepleegd door Nick Bertels en Sebastiaan Samyn, twee Belgen die schuldig werden bevonden door een Antwerpse assisenjury voor de moord op Yves Hotome en de doodslag op Pascale Wauters.

## Feiten
Yves Hotome (22) verdween op 4 september 1998, nadat hij zijn zus naar de luchthaven van Zaventem had gebracht. Ongeveer twee maanden voor de verdwijning van Hotome werd de licht mentaal gehandicapte en drugsverslaafde vrouw Pascale Wauters uit Hoboken reeds opgegeven als vermist. Ze werd het laatst gezien de nacht van 17 op 18 juli in Café Coupé in gezelschap van Nick Bertels, Sebastiaan Samyn en Yves Hotome. Volgens de cafébaas wilde de vrouw niet mee met de drie mannen. Voorts wist de cafébaas te vertellen dat de vrouw in opdracht van Nick Bertels mannen oraal bevredigde.
Yves Hotome werd volgens getuigen vermoord omdat hij dreigde de politie te waarschuwen over de moord op Pascale Wauters, aangezien hij nog geld te goed had van de twee veroordeelden voor een drugsdeal. Een kroongetuige vertelde: "Ze namen Yves mee om die vrouw dieper te gaan begraven. Terwijl hij aan het graven was, werd hij in zijn rug geschoten."
Het duurde zeven jaar voor het dossier opgelost raakte, doordat een kroongetuige pas zes jaar na de feiten de moordenaars verklikte. Op 2 april 2005 werd het lijk van Yves Hotome gevonden, en op 14 april het lichaam van Pascale Wauters, opgegraven in het Hobokense Polderbos op aanwijzingen van Nick Bertels.
In oktober 2013 verscheen het boek Onthullingen van een politiecommissaris, geschreven door Cois Kind. Het geeft een beeld van hoe het onderzoek verliep.